# Randonnée dans les Pyrénées-Orientales

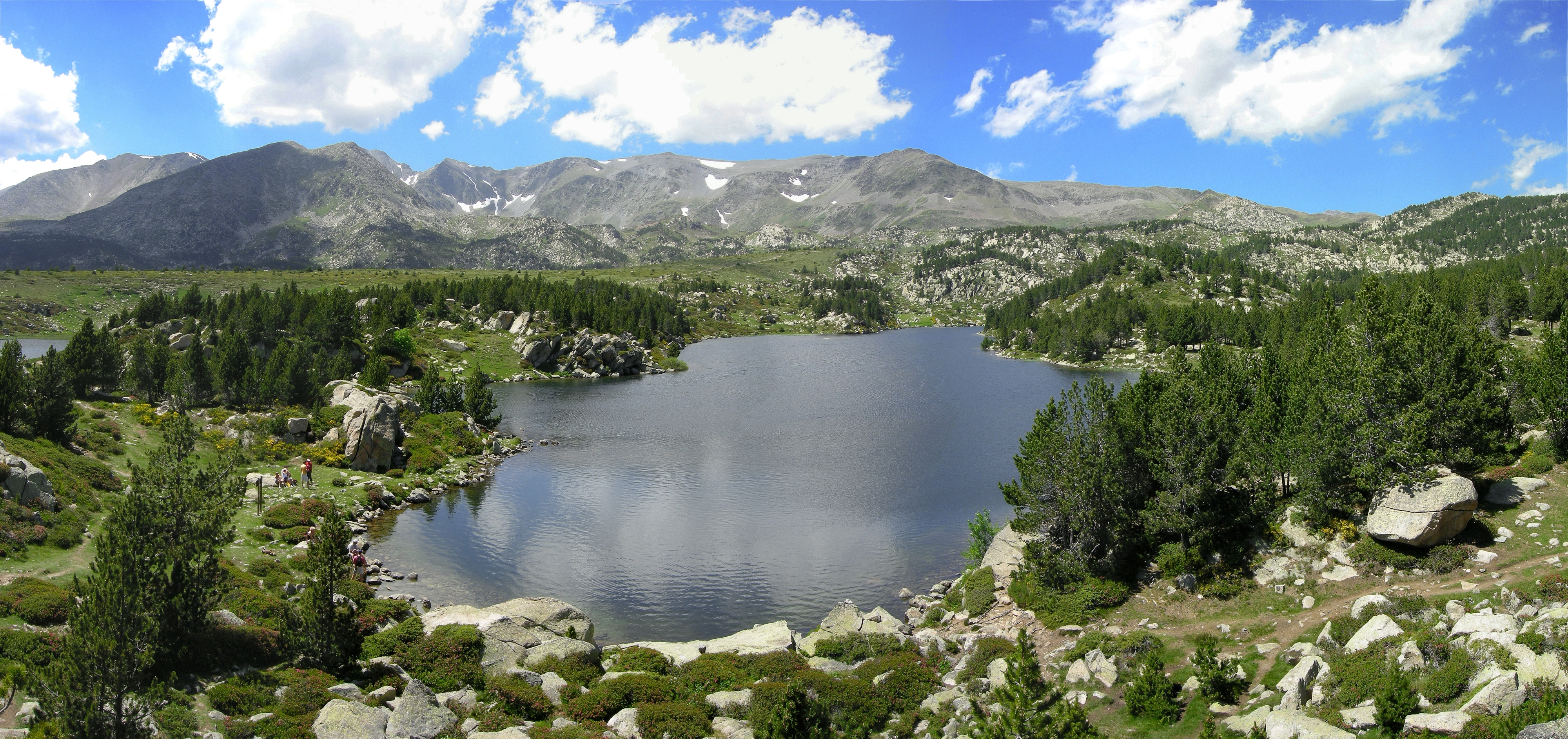
Le lac de la Coumasse

L'activité de randonnée pédestre dans les Pyrénées-Orientales - en région Occitanie - est une activité physique et touristique.

## Historique
Rapporté par Hippolyte Taine dans son livre Voyage aux Eaux des Pyrénées illustré par Gustave Doré où est détaillée sa randonnée préférée : la route de Pau aux Eaux-Bonnes. Au XIXe siècle, des écrivains comme George Sand, Gustave Flaubert, Prosper Mérimée, Eugène Viollet-le-Duc écrivirent sur cette randonnée.

## Géographie
Les Pyrénées-Orientales sont traversées d'Ouest en Est par trois fleuves sensiblement parallèles, l'Agly, la Têt et le Tech (du nord au sud) qui irriguent la plaine du Roussillon et le Ribéral pour se jeter dans la Méditerranée. Le littoral est couvert de plages sableuses, jusqu'à Argelès-sur-Mer où commence la Côte Vermeille et ses escarpements jusqu'à Cerbère. C'est également dans les Pyrénées-Orientales que l'Aude prend sa source dans les hauts plateaux déserts du Capcir. Son point culminant est le Pic Carlit à 2 921 m, mais sa montagne la plus connue reste le Canigou entre les massifs forestiers du Vallespir, et les escarpements du Conflent.
L'ensoleillement du département est très important en particulier en Cerdagne, qui détiendrait le record de France avec près de 3000 heures/an[réf. nécessaire].

## Typologie du réseau de randonnée à pied

### Réseau de la Fédération française de randonnée pédestre

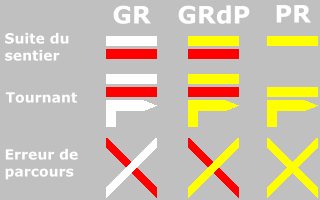
Balises des :
- GR : rouge et blanc
- GR de Pays : rouge et jaune
- PR (Promenade et Randonnée) : jaune

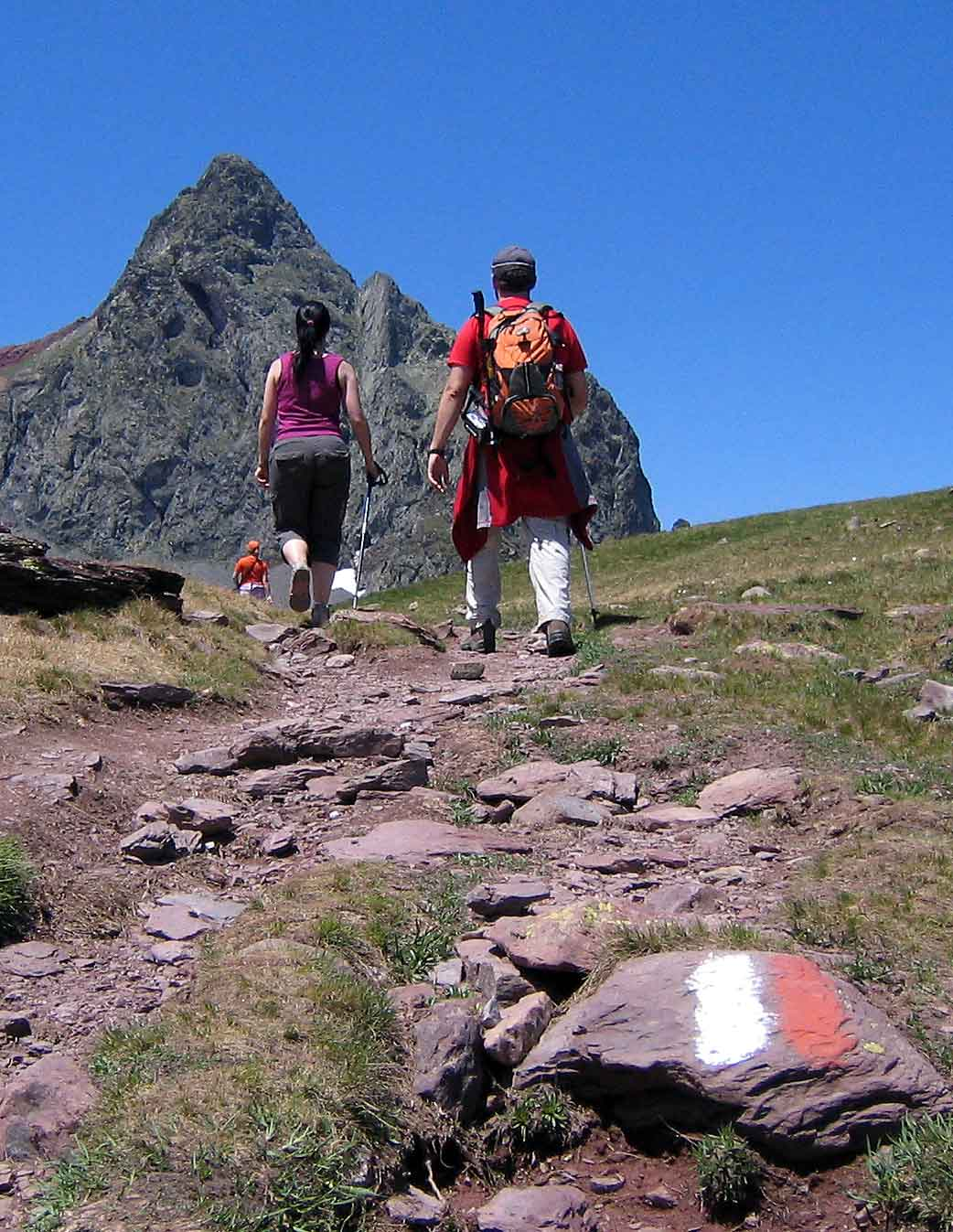
Le GR 11 devant le pic d'Anayet (2 545 m.)

La Fédération française de randonnée pédestre (FFRP) marque les GR sur le terrain par un balisage de deux traits de peinture horizontaux, un rouge et un blanc.
La traversée de la chaîne des Pyrénées par le GR 10 en France est doublé par le GR 11 en Espagne reliant le golfe de Gascogne (Cap Higuer) à la mer Méditerranée (au Cap de Creus), ils se situent en moyenne montagne et relient un réseau de refuges. La FFRP entretient également le GR 36, les sentiers GR de pays, et PR, Promenades et Randonnées.

### La haute route pyrénéenne
La Haute route pyrénéenne est un itinéraire pour les randonneurs expérimentés. Elle est composée de 45 étapes traversant les Pyrénées de l'Atlantique à la Méditerranée sur 800 km. La HRP est une route de haute montagne, qui se rapproche le plus possible des lignes de crête en passant alternativement sur les versants français et espagnol. Elle est praticable de juin à septembre, et sa signalisation est sommaire.

### Réseau du Conseil Général des Pyrénées-Orientales
- le Conseil général organise le balisage de nombreux sentiers et entretient les refuges du département. Une carte est disponible, ainsi qu'une publication d'un topo-guide sous l'égide de la Fédération française de randonnée pédestre.
- La Réserve naturelle régionale de Nyer propose également des randonnées de découverte dans la réserve[3].

### Randonnée accessible aux personnes handicapées
- Le Syndicat Mixte Canigó Grand Site propose au public handicapé et à mobilité réduite des sentiers accessibles aux personnes handicapées avec des fauteuils tout terrain et des accompagnateurs dans le massif du Canigou[4].

### Randonnées mp3
- Réseau Culturel Terre Catalane propose également des randonnées culturelles sur des sentiers mp3 balisés, avec Écouter pour voir autour du patrimoine ethnologique. 4 boucles sont proposées à Collioure, sur les hauteurs du village de Prats-de-Mollo, à Argelès-sur-Mer et autour d'Arles-sur-Tech[5].

### Course nature
Les Pyrénées-Orientales possèdent de nombreuses courses de trail, avec un statut amateur, mais ces voies restent dangereuses.
- Courses au départ et à l'arrivée du village de Réal, dans le Capcir[6].
  - La course de la Pyrenayca, en trois jours et trois étapes, distance :107 km
  - Le Trail du Madres, distance :25 km
  - Le Trail de Pyrène, féminin, distance :9 km

## Réseau des sentiers de randonnée

### la Côte Vermeille

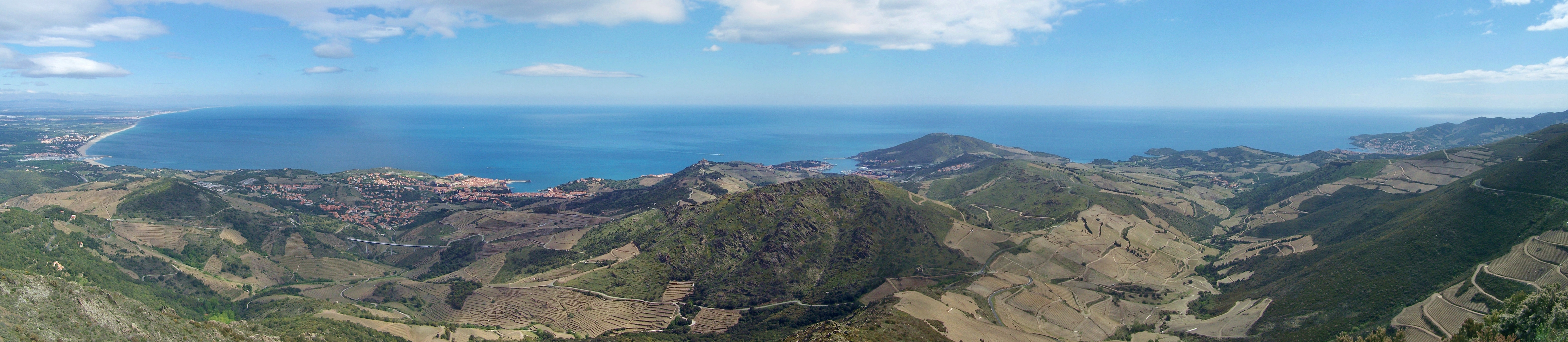
Panorama de la Côte Vermeille depuis la tour de la Madeloc. Vue sur Argelès-sur-Mer, Collioure, Port-Vendres et Banyuls-sur-Mer.

- La réserve naturelle de la Massane ;
- Le sentier du littoral du Racou à Banyuls-sur-Mer ;
- La tour de la Madeloc.

### les Albères
- Pic du Néoulous, point culminant des Albères ;
- Le sentier qui suit la crête du col du Perthus jusqu'à Banyuls.

### Le Vallespir
- Pic de les Salines ;
- Arles-sur-Tech : le piton de Belmaig ;
- Corsavy : Le site de Batère ;
- Le Tech : Refuge de San Guillem ;
- La Preste : Col de Siern ;
- Prats-de-Mollo : Refuge de Las Conques.

### Les Aspres

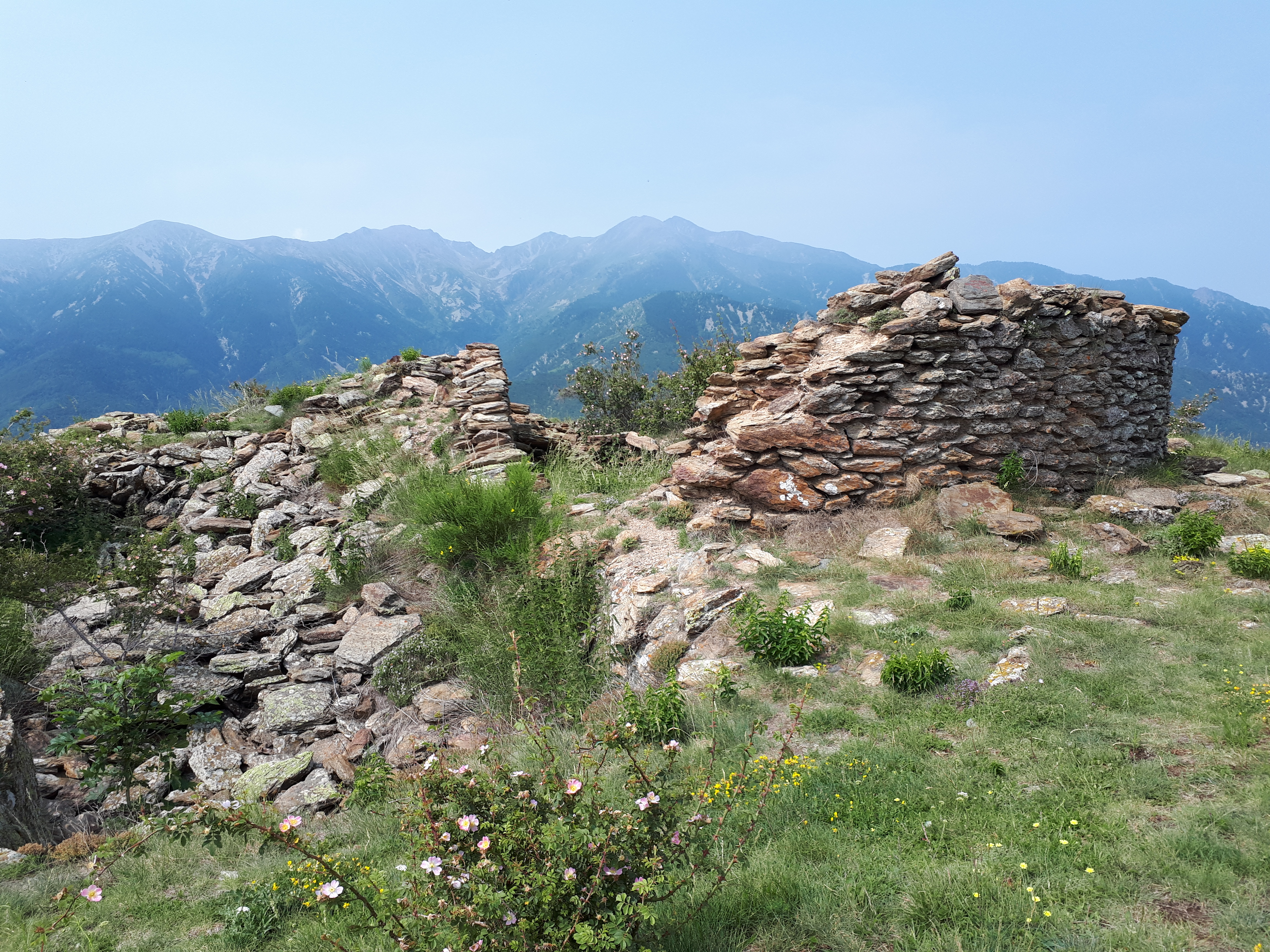
Face est du massif du Canigou, vue depuis les ruines de la chapelle Santa Anna dels Quatre Termes (point culminant du tour de Santa Anna).

- Le Tour de Santa Anna[7]

### Le Massif du Canigou
- Ascension du Canigou par le refuge des Cortalets ;
- Ascension du Canigou par le refuge de Mariailles ;
- Les balcons de Taurinya et le sentier des mines de fer ;
- Casteil : Abbaye Saint-Martin du Canigou.

#### La Trobada du Canigou
- Tous les ans, depuis 1963, dans la tradition des feux de la Saint-Jean, allumée au sommet du Canigou. Des milliers de catalans du Nord et du Sud se retrouvent au refuge des Cortalets, pour accomplir l'ascension du Canigou et y déposer un maximum de fagots de sarments[8]. Ces sarments serviront à allumer un grand feu de joie, qui sera redescendu le 23 juin pour être distribué dans les villages du pays[9].

### Le Conflent
Le Parc naturel régional des Pyrénées catalanes, aménage les sentiers pour permettre des randonnées respectueuses de l'environnement.
- Jujols : le sentier de la réserve ;
- Nyer : réserve naturelle régionale de Nyer ;
- Thuès-Entre-Valls : les gorges de Carança ;
- Vallée de la Têt et Train Jaune ;

### Les Corbières catalanes
- Les Gorges de Galamus ;
- Le Grau de Maury ;
- Vingrau : Pas de l'Escale ;
- La Serra : Falaises de Vingrau[10]. Altitude: 558 m. Sentier balisé VTT et randonnée. Carte de randonnée correspondante : Tuchan/Massif des Corbières.

### Le Fenouillèdes et le Ribéral

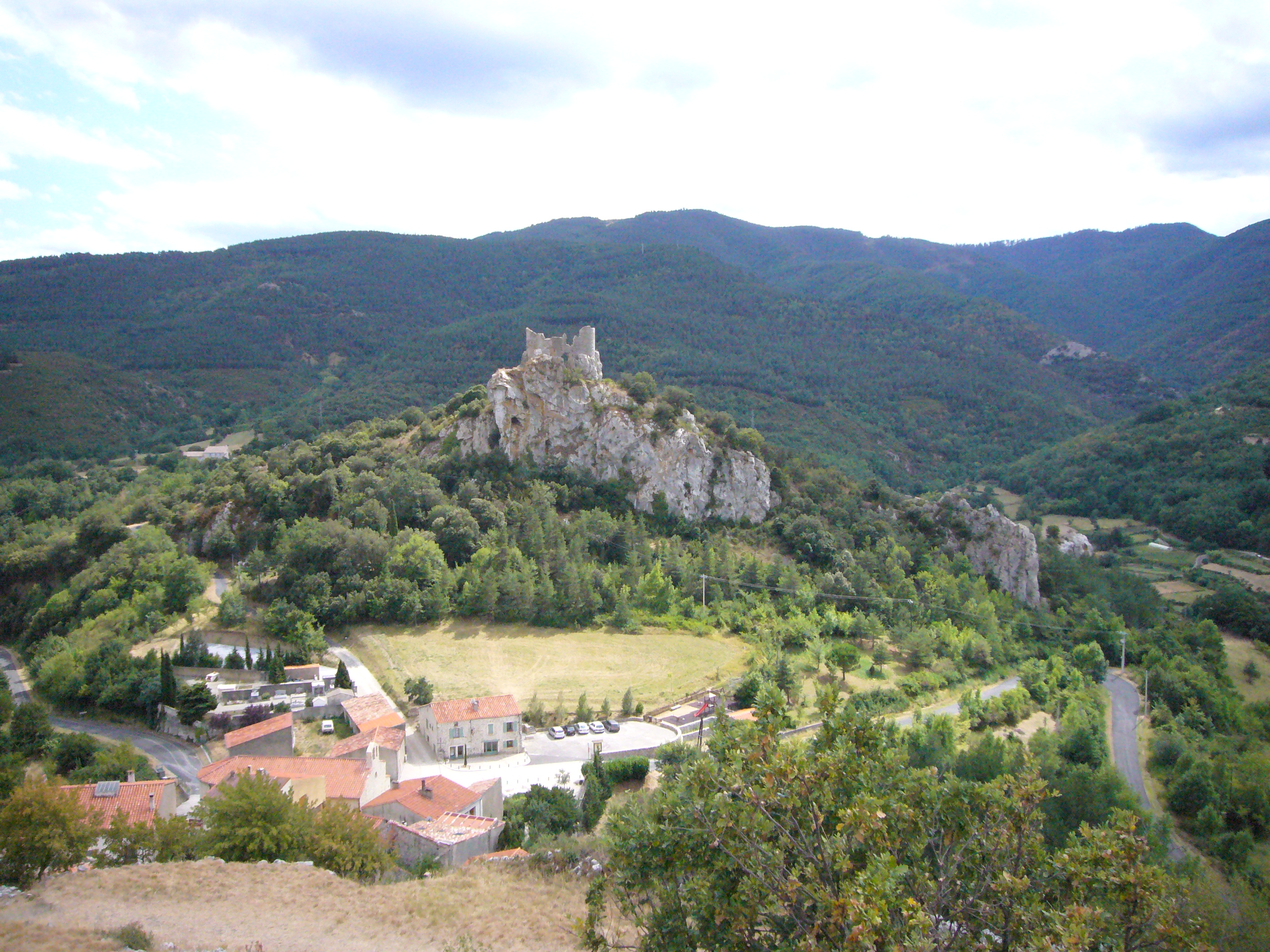
Castel Sabarda à Fenouillet

- - Millas : le sentier botanique de Força Réal ;
  - Saint-Martin-de-Fenouillet : sentier géologique les Hauts de Taichac ;
  - Planèzes-Rasiguères : sentier de découverte des vignobles ;
  - Maury : Sentier d'interprétation du Roubials.

### Le Chemin Vauban
Les Sites majeurs de Vauban de Villefranche-de-Conflent et de Mont-Louis sont reliés par le train jaune.
Ils permettent de découvrir les villes fortifiées par Vauban et notamment Mont-Louis et Villefranche-de-Conflent classées au patrimoine mondial de l'humanité par l'UNESCO en 2008.
Le Parc naturel régional des Pyrénées catalanes propose un chemin Vauban à pied ou à cheval, en randonnée équestre sur le chemin muletier de 95 km. qui sépare Rouze de Villefranche-de-Conflent via Mont-Louis.

### Cerdagne

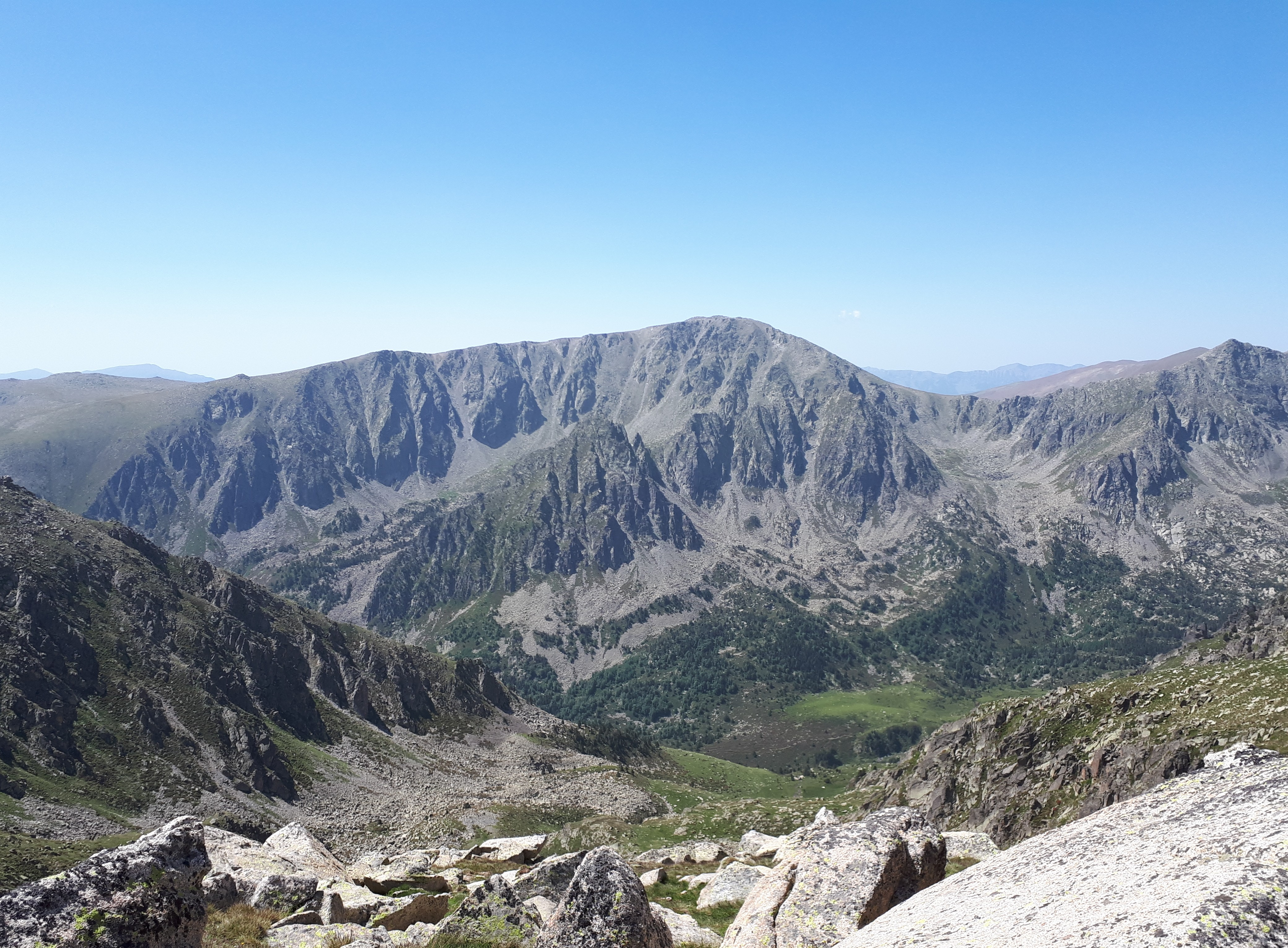
Puig de Campcardós, face nord. La portella Blanca de Meranges est le col situé à droite et en dessous du sommet.

Les différents villages de la vallée du Carol sont des points de départs intéressants. Porta (1325m), par exemple est situé au départ de la vallée du Campcardos qui compte de nombreux pics relativement hauts. Le puig de Campcardós (2 914 m) - le seul a plus de 2.900 mètres d'altitude - que l'on atteint en passant par la Portella Blanca de Meranges est le point le plus haut que l'on puisse atteindre.
Le pic de Font Freda (2 733 m) en passant par le Replà de Monfillà (chemin non indiqué sur les cartes IGN) où le terrain est recouvert de gispets.

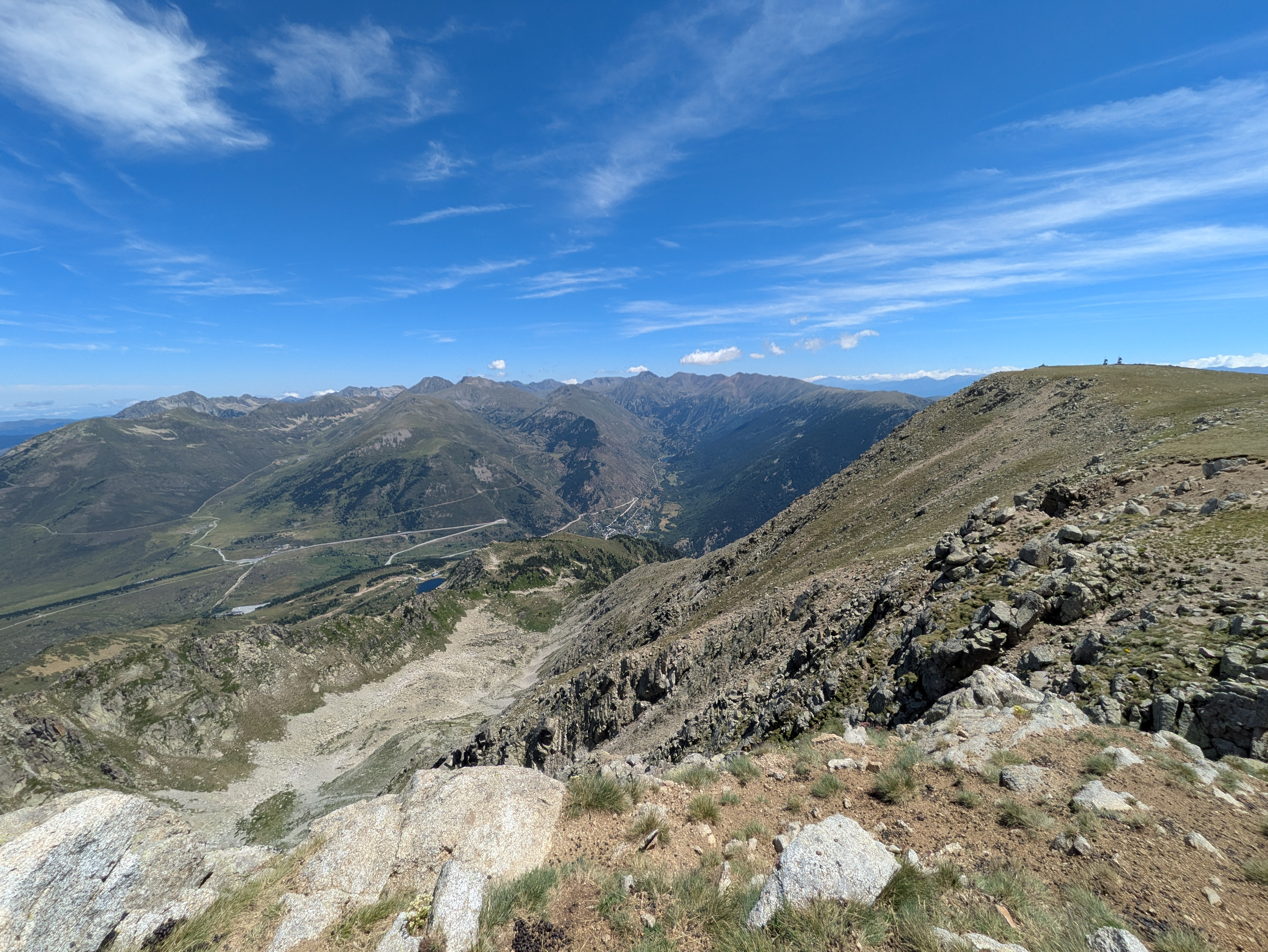
Le pic de Pont Freda (à droite), et le col de Puymorens (en bas, à gauche).
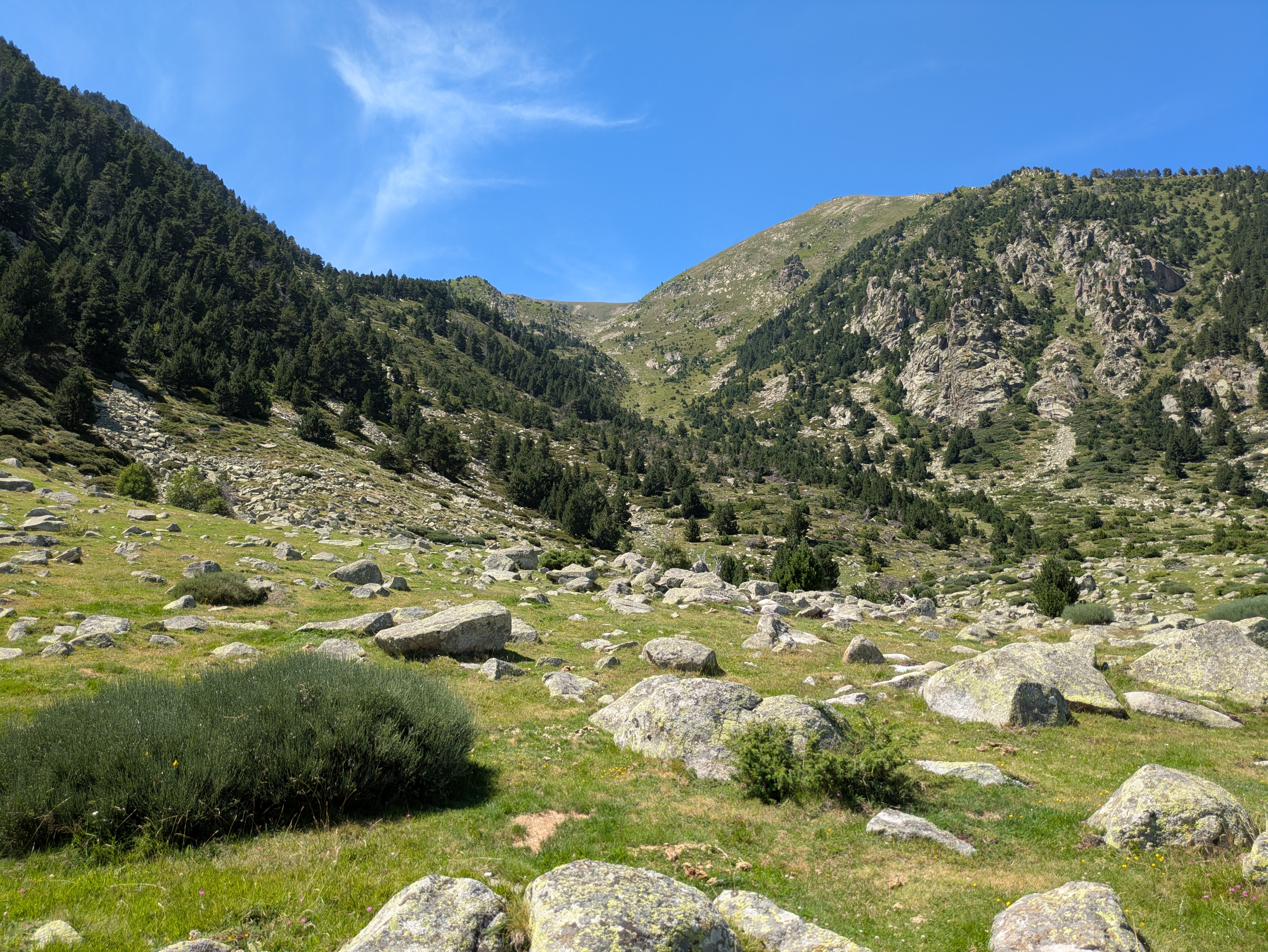
Le replà de Montfillà, avec la crête du pic Font Freda au-dessus, à droite.

Autres pics de la vallée : Pic des Baillettes (2 814 m), Pics Orientaux de Font Negre (2 878 m), L'Esquella (2 785 m), Pic d'Envalira (2 825 m), Pic la Porteille (2 595 m), Pic de Camp Colomer (2 869 m), Pic de la Bressole, Roc Colom (2 680 m) (Prévoir le matériel d'escalade), Peyrefourque (2 647 m).

### Capcir

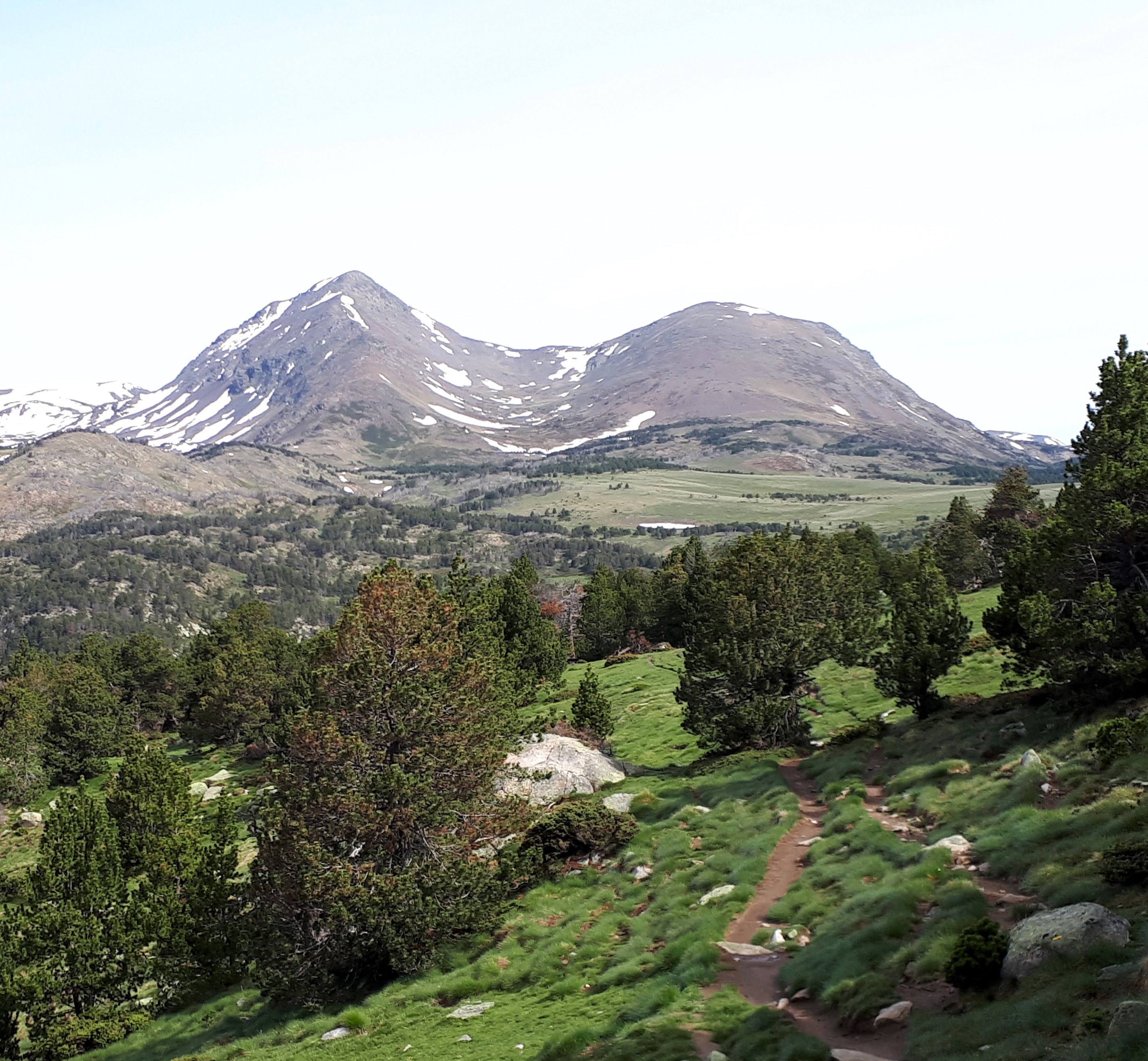
Les Pérics - le grand Péric (ou Puig Peric) à gauche (2810m), le petit Péric (ou el Petit Peric) à droite (2690m). Vus depuis le sentier de grande randonnée de pays (GRP) Tour des Pérics.

Un ensemble de sentiers de randonnée permettent de découvrir le Capcir, et la cinquantaine de lacs qu'il recèle.
À partir du lac des Bouillouses à 2 025 m, le Conseil Général a aménagé une maison de site et des repères. Il propose une multitudes d'itinéraires.
- Ascension du Carlit (2 921 m) ;
- Les Étangs du Carlit : l'étang Sec, la Coumasse, l'étang de Vallell, l'étang des Dugues, l'étang du Vivier ;
- Ascension du Péric (2 821 m) ;
- Le Tour des Pérics ;
- Ascension de la Portella de la Grava (2 426 m) avec vue sur le lac de Lanoux, et le col de Puymorens ;
- Les étangs des Esquits ;
- Le lac d'Aude ;
- Lacs de Camporells

#### Littérature et récits de voyageurs
- Hippolyte Taine et Gustave Doré, Voyage aux Eaux des Pyrénées : illustré de 65 gravures sur bois par Gustave Doré, Paris, Hachette, 1855 (réimpr. 1881), 350 p.
- André Gabastou, Voyage aux Pyrénées, Saint-Jean-de-Luz, Pimientos, 2006, 185 p. (ISBN 978-2-912789-62-4), ouvrage collectif d'écrivains voyageurs.

#### Les Topoguides
- Les Pyrénées-Orientales GR10/36, Fédération française de randonnée pédestre - FFRP, 2002,  (ISBN 978-2-85699-812-0)
- Les Pyrénées-Orientales...à pied, Fédération française de randonnée pédestre - FFRP, 2008,  (ISBN 978-2-7514-0246-3)
- Les Pyrénées-Orientales, tours du Capcir, du Carlit, et de Cerdagne, Fédération française de randonnée pédestre - FFRP, 2008,  (ISBN 978-2-7514-0263-0)
- Le Languedoc-Roussillon...à pied : Autour des voies historiques, Fédération française de randonnée pédestre - FFRP, 2008,  (ISBN 978-2-7514-0322-4)
- Le Languedoc-Roussillon, 23 promenades en forêt, Fédération française de randonnée pédestre - FFRP, 2009,  (ISBN 978-2-7514-0251-7)

#### Les Cartes de randonnée
- Carte de randonnée IGN, numéro 2549 OT: Banyuls-sur-Mer/ Col du Perthus/Côte Vermeille, TOP 25, échelle : 1 / 25 000, 2002.
- Carte de randonnée IGN, numéro 2449 OT: Céret/ Amélie-les-Bains-Palalda/Vallée du Tech, TOP 25, échelle : 1 / 25 000, 2004.
- Carte de randonnée IGN, numéro 2348 ET: Prades/ Saint-Paul-de-Fenouillet, TOP 25, échelle : 1 / 25 000, 2004.
- Carte de randonnée IGN, numéro 2349 ET: Massif du Canigou, IGN, TOP 25, échelle : 1 / 25 000, 2008.
- Carte de randonnée IGN, numéro 2250 ET: Bourg-Madame/Mont-Louis/Col de la Perche, IGN, TOP 25, échelle : 1 / 25 000, 2003.
- Carte de randonnée IGN, numéro 2249 OT: Bourg-Madame/Col de Puymorens/Pic Carlit, IGN, TOP 25, échelle : 1 / 25 000, 2004.
- Carte de randonnée IGN, numéro 2249 ET: Font-Romeu/Capcir, IGN, TOP 25, échelle : 1 / 25 000, 1997.
- Carte de randonnée IGN, numéro 2447 OT: Tuchan/Massif des Corbières, IGN, TOP 25, échelle : 1 / 25 000, 2002.

#### Les guides de randonnée
- "Pyrénées : Tome 1, Pyrénées-Orientales et Donezan", Les guides IGN, Libris, 2006,  (ISBN 978-2-84799-087-4)
- "Pyrénées: Canigou No. 10", Rando Éditions, 1992,  (ISBN 978-2-84182-236-2)
- Georges Veron, Guide Rando : Canigou, Conflent, Guides Rando, 2000,  (ISBN 978-2-84182-004-7)
- Jean-Pierre Siréjol, Les Sentiers d'Emilie dans le Roussillon, Éditions Sud Ouest, 2002,  (ISBN 2-84182-157-9)
- Jean-Pierre Siréjol, Les Sentiers d'Emilie en Cerdagne et Capcir, Éditions Sud Ouest, 2006,  (ISBN 978-2-84182-297-3)
- Jean-Pierre Siréjol, Bruno Valcke, Randos-Etapes dans les Pyrénées, Rando Éditions, 2003,  (ISBN 2-84182-198-6)
- Jean-Pierre Siréjol, Belvédères de l'Aude et des Pyrénées-Orientales, Rando Éditions, 2002,  (ISBN 2-84182-170-6)
- Jean-Pierre Siréjol, (Pyrénées) - Le Guide Rando Pyrénées-Orientales, Rando Éditions, 2007,  (ISBN 978-2-84182-334-5)